# Вимсхајм
Вимсхајм (њем. Wimsheim) општина је у њемачкој савезној држави Баден-Виртемберг. Једно је од 28 општинских средишта округа Енцкрајс. Према процјени из 2010. у општини је живјело 2.657 становника. Посједује регионалну шифру (AGS) 8236067.

## Географски и демографски подаци
Вимсхајм се налази у савезној држави Баден-Виртемберг у округу Енцкрајс. Општина се налази на надморској висини од 415 метара. Површина општине износи 8,1 km². У самом мјесту је, према процјени из 2010. године, живјело 2.657 становника. Просјечна густина становништва износи 330 становника/km².